# چکودر
چکودر، روستایی است در بخش مرزداران شهرستان سرخس، استان خراسان رضوی. بر اساس سرشماری سال ۱۳۸۵ جمعیت آن ۱۸۱ خانوار و ۷۲۲ نفر 
است.
در اواخر حکومت قاجاری یکی از خوانین تیموری به نام ملاحسن پهلوان تیموری، گرزمی چکودر را محل یورت سیاه چادر خود قرار داد که محمدحسین مهندس از آن نام برده است.

## موقعیت
این روستا در ۵۷ کیلومتری جنوب شرقی شهر سرخس قرار دارد. ارتفاع آن از سطح دریا ۶۸۰ متر و آب و هوای آن معتدل و خشک و درکوهستان و دامنه کوه‌های شورلق و تخته گاوخانه واقع شده‌است.
روستای چکودر با تقریباً قدمت ۸۵ سال، بر سر راه کاروانروی مزداوند (مزدوران) به سرخس واقع است.از دهات نادر سرخس است که دارای چشمه آبی است .هسته اصلی این ده را نیز همین چشمه یا کاریزها به نام‌های چشمه زردچوبه، چشمه ماری، چشمه زو و چشمه نوروزچه تشکیل می‌دهدو شامل مناطق جنگل سه دهنه، گرزمی، قلعه سنگی، چاه شیرین و تخته گاوخانه می‌باشد.

## تاریخچه
از آنجا که آبادی اوگینه، در محل رباط شرف فعلی در نزدیک همین روستا، در حدود ۱۱۰۰ سال قبل وجود داشته‌است .می‌توان با اطمینان خاطر گفت که سابقه سکونت در این ناحیه بسیار قدیمی است.
حدود۱۱۰ سال قبل محمدحسین مهندس، چنین گزارش کرده‌است: «و نیز از مرزداران به سرخس چنانچه در نقشه نموده‌است را دیگری معروف به راه چکودر که بهیچوجه آبادی ندارد، مگر در سه فرسنگی، محلی است که یورت سیاه چادر تیموری است»

## مردمشناسی
بعدها در این منطقه توسط دامداران حاشیه تجن، تعدادی خانه گلی برای سکونت موقت ساخته شده‌است. با توجه به ساخت این آبادی کم کم طوایفی چون سربوزی، بلوچ و تیموری سیستانی به این منطقه مهاجرت کرده و این روستا را آباد نمودند.
این روستا ۱۸۱ خانوار جمعیت دارد که بیشتر مردم آن دارای مذهب تسنن و مابقی شیعه هستند. شغل مردمان این روستا، دامداری و کشاورزی است.